# Лантерн
Лантерн (фр. Lanterne) је река у Француској. Дуга је 64 km. Улива се у Саону. 